# Faculdade Metodista de Santa Maria
A Faculdade Metodista de Santa Maria (FAMES) é uma instituição privada de ensino superior brasileira localizada na cidade de Santa Maria, estado do Rio Grande do Sul.
A FAMES teve início no dia 25 de abril de 1998, com a instalação oficial da Faculdade Metodista de Santa Maria, uma Instituição Privada Confessional Metodista de Ensino Superior. A instituição é mantida pelo Instituto Metodista Centenário e atualmente está localizada na rua Dr. Turi, 2003 - Centro de Santa Maria, estado do Rio Grande do Sul.
Em 2015, a publicação Guia do Estudante, da Editora Abril, avaliou os cursos de graduação oferecidos pela instituição e concedeu ao todo nove estrelas aos cursos da FAMES.
A partir de abril de 2019, a instituição passou a denominar-se Faculdade Metodista Centenário (FMC).
Devido à crise na Rede Metodista de Educação, a FAMES encerrará suas atividades no final de 2023.

## História
A FAMES - como é popularmente conhecida, começou a nascer quando o Instituto Metodista Centenário, organização mantenedora do Colégio Centenário, decidiu expandir sua atuação e ofertar também cursos de nível superior.
Em 1998, era fundada a Faculdade Metodista de Santa Maria, com a oferta inicial de dois cursos: Administração - Habilitação em Comércio Exterior e Letras - Licenciatura Plena com Habilitação em Língua Portuguesa e Espanhola e Respectivas Literaturas.
Os cursos de Administração - Habilitação em Administração Hospitalar e Educação Física - Habilitação em Orientação da Atividade Física começaram a funcionar em 2004, ano que marcou também a autorização para o início do curso de Direito.
Já em 2006, dando continuidade a expansão de oferta de cursos, teve início a graduação em Sistemas de Informação.

## Cursos
Graduação
- Direito e Educação Física.[5]